# 존 이튼 (성직자)
존 이튼(John Eaton, 1575년~?) 은 영국의 성직자이다.

## 생애
이튼은 1575년 경에 트리니티 칼리지 (옥스퍼드 대학교)에사 교육을 받고 1603년까지 여러 학위를 받았다. 주교의 대리자로 런던에서 봉직하였다.

## 신학
그는 율법폐기론의 주창자로 대표적인 인물이다. 그는 하나님은 선택 받은 자들이 이신칭의되었기 때문에 어떠한 죄도 찾지 않으신다고 주장하였다. 그는 율법이 폐지되었는 데, 그 이유로 율법이 '그리스도를 모세로 바꾸고, 모세를 그리스도로 바꾼다'는 것이다.

## 저서
- The Discovery of the most dangerous dead Faith (1641)
- The Honey-Combe of Free Justification by Christ alone.: 반율법주의자의 원칙이 나옴. 그는 죄인이 의롭게 되는 것은 감정이나 믿음이 아니라, 오직 예수 그리스도의 피로써만 가능하다고 함. "무상칭의"로 칭의를 이해. 이렇게 함으로 로마 가톨릭과 개혁신학, 아르미니우스주의까지 비판하게 됨. 그는 예로 결혼식 예복을 입는 것이 의의 전가로 해석을 하며, 믿음은 단지 그 사실을 믿는 것 뿐이라고 가르침. 이것은 칭의에서 인간의 역할이나 책임 혹은 성화에 대한 요구를 약화시킴.